# Stéphane Grichting
Stéphane Grichting, född 30 mars 1979 i Sierre, är en schweizisk före detta fotbollsspelare som spelat för klubben Grasshoppers och även representerat Schweiz herrlandslag i fotboll, där han totalt har spelat 45 landskamper. Han har tidigare spelat för FC Sion och AJ Auxerre.